# Embrasement généralisé éclair
Pour les articles homonymes, voir Embrasement et EGE.
 (juin 2017).
 (mars 2014).
Si vous disposez d'ouvrages ou d'articles de référence ou si vous connaissez des sites web de qualité traitant du thème abordé ici, merci de compléter l'article en donnant les références utiles à sa vérifiabilité et en les liant à la section « Notes et références ».
L'embrasement généralisé éclair (EGE), ou flashover en anglais, est un phénomène thermique, une phase du développement d'un feu dans un local semi-ouvert où l'apport de comburant se fait de moins en moins. En effet, un tel local permet, d'une part une alimentation convenable de l'incendie en oxygène (contrairement à l'explosion de fumées, l'EGE ne se produit pas du fait d'un afflux soudain d'air), d'autre part une accumulation de chaleur.
Brutalement, alors que l'incendie était localisé dans la pièce, celle-ci se met à brûler dans son intégralité. Ce n'est pas le feu qui progresse de proche en proche, mais tous les objets, et même l'atmosphère du local chargée en imbrûlés, qui s'embrasent brusquement. Il est très redouté des sapeurs-pompiers.

## Mécanisme
La chaleur décompose les matériaux (bois, plastiques, tissus…) et produit des gaz inflammables, c'est la pyrolyse. Soit les gaz brûlent tout de suite et alimentent le feu (feu classique), soit ils s'accumulent dans une pièce.
Si l'air rentre régulièrement dans la pièce, on peut avoir, à partir d'un certain taux gaz/air (combustible/comburant), une inflammation de tout le gaz. Le feu occupe alors littéralement tout l'espace, c'est l'embrasement généralisé éclair.
On estime que pour qu'un feu se développe en EGE, il faut un flux thermique initial d'environ 20 kW/m2. Un des paramètres fondamentaux du flux thermique dégagé par les flammes est l'apport d'air ; donc, la ventilation (naturelle ou forcée, par exemple système de climatisation, mais aussi ventilation opérationnelle mal utilisée) joue à la fois dans la production de gaz de pyrolyse et dans la quantité de comburant disponible.
En moyenne, un EGE se produit à une température de 600 °C et il développe un flux thermique d'environ 7 MW. Le feu de l'Interstate Bank à Los Angeles en 1988 a dégagé une puissance thermique de 10 MW. La puissance minimale d'un EGE est estimée à 3 MW.
Ceci est à comparer avec la puissance absorbée par une lance à incendie (jet diffusé) :
- 0,5 MW à 40 L/min ;
- 2 MW à 150 L/min ;
- 6 MW à 500 L/min.

Un type d'EGE particulier, appelé effet tranchée, peut survenir lors d'un incendie dans un couloir d'escalator. Il a été mis en évidence dans l'enquête sur l'incendie de King's Cross à Londres.

## Intervention
La présence de "rouleaux de flammes" (aussi appelé "anges danseurs" chez les sapeurs-pompiers ou en anglais roll over) au plafond est un des signes précurseurs de l'embrasement généralisé éclair : les gaz combustibles contenus dans les fumées y brûlent en formant des vagues ou rouleaux.
Arroser le plafond avec de l'eau en jet diffusé renseigne sur la température de la fumée ; s'il se forme des gouttelettes, la fumée n'est pas assez chaude pour que l'embrasement généralisé éclair ait lieu, en revanche si l'eau se vaporise, le risque d'embrasement est important.
Pour éviter l'embrasement généralisé, il faut :
- tenter d'évacuer les fumées chaudes en créant une ouverture en partie haute (bris de vitre, bris de toiture) ou en utilisant les exutoires (trappes sur le toit actionnables du bas) prévus à cet effet sur les bâtiments récents ; l'arrosage à travers l'ouverture depuis l'intérieur peut créer un phénomène de surpression qui accélère l'évacuation des fumées, la fumée sortant par l'ouverture haute peut elle aussi s'enflammer, il faut donc la refroidir pour éviter que le feu ne prenne en toiture ;
- arroser les fumées afin de les refroidir, par exemple en faisant des Z, des O ou des T avec le jet diffusé (technique du crayonnage) ;
- maîtriser le flux d'air entrant : couper la ventilation (technique d'anti-ventilation) et la climatisation, fermer les portes.

Pour la ventilation, à titre d'exemple, si une opération de sauvetage devait s'effectuer en urgence sans eau disponible pour diminuer le flux thermique, il faudrait pour éviter l'EGE contrôler le flux d'air, par exemple en chargeant un pompier de tenir la porte fermée pour éviter l'entrée d'air.
Selon une simulation informatique d'incendie dans une chambre d'hôtel (David Birks),
- porte ouverte de 90 cm : EGE au bout de 2 min 23 s ;
- porte entrouverte de 7,5 cm : EGE au bout de 6 min 58 s ;
- porte fermée : pas d'EGE.

Si l'air ne peut pas entrer dans la pièce en feu (local sous-ventilé), on a alors un risque différent : l'explosion de fumées.

## Témoignage
Voici un court extrait (traduit de l'anglais) du témoignage  du capitaine Mike Spalding (Indianapolis FD, États-Unis), survivant d'un embrasement généralisé éclair qui s'est produit lors de l'incendie de l'Indianapolis Athletic Club le 5 février 1992 et au cours duquel deux pompiers trouvèrent la mort. (Texte reproduit en vertu du fair use.)
« Nous arrivâmes au deuxième étage, la fumée était épaisse et sombre. Elle était vraiment très sombre. […] Nous nous sommes alors baissés, sous la fumée, et avons suivi les tuyaux. Comme nous entrions, il faisait un peu chaud, mais rien d'insoutenable. […] Alors que nous suivions les tuyaux vers la sortie, la fumée devint plus sombre, vraiment sombre. À tel point que j'avais ma lampe torche allumée, en plus de ma lampe de casque, et cela n'y faisait rien. Il faisait noir comme dans un four.  Et tout d'un coup, les conditions changèrent brutalement. La chaleur devint comme dans un haut-fourneau. Dans l'obscurité, je pouvais voir de petites flammèches orange autour de moi. Il faisait une chaleur incroyable. Incroyable. C'était comme si ma veste de protection allait prendre feu. […] J'ai entendu mes oreilles frire comme dans une poêle. Ça m'a plaqué au sol.[…] La chaleur de cet embrasement généralisé était comme celle d'un haut-fourneau […]. Mon masque avait fondu. Ma veste de feu avait brulé […]. »

## EGE en plein air
Lors des feux de forêt, il peut se produire dans certains cas un EGE, dû à l'accumulation d'une poche de gaz de pyrolyse ; on peut ainsi voir plus de cinq hectares s'embraser instantanément. Si un vent fort pousse le feu rapidement, il dissipe également les poches de gaz et empêche un EGE ; on a donc paradoxalement des feux qui progressent très rapidement malgré un vent modéré (de l'ordre de 30 km/h).
Lors de cet embrasement éclair, la vitesse du front de flamme est de l'ordre de 5 à 40 m/s, la température s'élève à 1 500 °C voire 2 000 °C. La combustion consomme typiquement une dizaine de millions de mètres cubes d'air ; le gaz chaud libéré crée un vent ascendant extrêmement puissant et peut même déboucher sur une dépression locale.
Les EGE apparaissent en talweg, en crêtes ou sur des plateaux. Les signes avant-coureurs sont :
- vision trouble ;
- sons assourdis ;
- difficultés respiratoires (on ne porte pas d'appareil respiratoire dans un feu de forêt) ;
- pyrolyse du feuillage par la chaleur rayonnée.

Les Anglophones désignent ce phénomène par les termes « flammes ascendantes » (updraft en opposition au backdraft) ou « tempête de feu » (firestorm).
Dans le cas d'une région chaude, comme la forêt méditerranéenne, le phénomène est aggravé par le mécanisme suivant : pour se protéger de la chaleur, une partie de l'eau du sol est évaporée par les plantes (par les feuilles : évapotranspiration). En cas de sècheresse, cette évapotranspiration est complétée par la vaporisation de composés organiques dits « volatils » (COV) : essentiellement de l'isoprène pour les chênes verts et les kermès, terpène, alpha-pinène pour les plantes aromatiques (romarin,thym) et les  pins. Ces composés sont inflammables, et à des teneurs suffisamment élevées (de l'ordre de 1 % volumique dans l'air), ils peuvent s'enflammer. À l'approche d'un feu, la température s'élève et les plantes, pour combattre cette élévation de température, émettent encore plus de COV : à 170 °C, le romarin émet 55 fois plus de terpène qu'à 50 °C. Cette température de 170 °C est une température critique qui entraine une élévation de la teneur en COV suffisante pour permettre l'embrasement généralisé éclair.
Par ailleurs, lors de l'incendie, ces composés organiques se mélangent aux gaz de pyrolyse, et le mélange gaz de pyrolyse/COV/air peut atteindre rapidement la limite inférieure d'explosivité (LIE).
Le relief a une influence complexe. Un relief « fermé », confiné (du type vallon, lit de rivière à sec) augmente l'échauffement et donc l'émission de COV, notamment pour le romarin, le ciste et le pin d'Alep. À l'inverse, le chêne kermès émet plus de COV en milieu ouvert (type plaine, plateau).
Outre le relief, les autres conditions favorisant l'apparition d'EGE sont une température de l'air importante, de l'ordre de 35 °C à l'ombre (hors incendie), une hygrométrie inférieure à 30 % (qui augmente le stress hydrique des plantes, donc favorise l'émission de COV, l'évapotranspiration n'étant plus suffisante), et un vent moyen ou faible.
Mais ces paramètres ne sont pas constants, et les cas analysés ne permettent pas de lister des facteurs objectifs de prédictibilité : on observe autant le phénomène par vent fort ou faible,  de jour comme de nuit, avec des reliefs marqués ou sur des plateaux.
On distingue généralement les types d'EGE suivants :
- bulle thermique : dans un fond de vallon riche en combustible, le gaz combustible prend la forme d'une bulle qui ne peut pas se mélanger à l'air car sa température est trop élevée ; cette bulle est poussée par le vent et se déplace aléatoirement ;
- tapis de feu : dans un vallon profond ouvert, on assiste à l'embrasement instantané de tout le vallon ;
- confinement par couche d'air froid : un vent fort et froid empêche les gaz de pyrolyse de s'échapper (phénomène de type couche d'inversion), ce qui conduit à la situation explosive ;
- pyrolyse du versant opposé : le feu descend un versant, mais la chaleur rayonnée provoque la pyrolyse des plantes du versant opposé qui s'embrase « spontanément » ;
- fond de vallon : les gaz s'accumulent dans un lit de ruisseau à sec, l'arrivée du feu ferme le triangle du feu et le fond de vallon s'embrase.

Actuellement, vu la faiblesse de la recherche appliquée dans ce domaine, différentes pistes sont envisageables :
- essayer de modéliser en laboratoire le phénomène à partir de maquettes représentant les lieux d’accidents, pour comprendre dans un premier temps empiriquement ce qui se produit et orienter, voire valider un modèle ;
- calibrer le modèle in situ, par des campagnes de mesures y compris pendant les incendies, afin d'approcher la validation du modèle ;
- enfin, rechercher des traceurs (paramètres prédictifs) parait un axe majeur afin de désigner celui d’entre eux, qui, mesurable, fera l’objet d’une détection individualisée et permettra de donner l'alerte.

## Contexte militaire et historique
Un autre type d'embrasement généralisé, de nature différente, peut être provoqué par des bombardements massifs à l'aide de bombes incendiaires.  Ce phénomène, connu sous le nom de Feuersturm ou tempête de feu dans le contexte militaire, eut lieu notamment lors des bombardements de Dresde et Hambourg en Allemagne, et de Tokyo et Kobe au Japon, lors de la Seconde Guerre mondiale.
Il est dû à des poussières en suspension qui retombent en vagues par convection et embrasent de vastes superficies, loin des foyers d'incendie. Il fallut la puissance des bombes alliées, bien plus efficaces que celles du Blitz de 1940, pour déclencher ces effets. Le traumatisme fut tel en Allemagne qu'il sert aujourd'hui d'argument aux néo-nazis pour soutenir la thèse, pourtant unanimement réfutée, d'un génocide programmé du peuple allemand, et pour nier les horreurs du Blitz.
L'incendie accidentel de Rome en 64 ap. J.-C. fut si violent que l'on vit les mêmes phénomènes se produire, d'où l'étendue du désastre ; mais il fallut attendre 1944 pour que l'on y reconnaisse un phénomène réel, auparavant, on y voyait une exagération hyperbolique de la part de Pline l'Ancien.